# Wymysłowo (przystanek kolejowy)
Wymysłowo – nieczynny kolejowy przystanek osobowy na linii nr 366 w Wymysłowie, w województwie wielkopolskim, w Polsce.